# 天主教法國傳教團自治監督區
天主教法國傳教團自治監督區（拉丁語：Praelatura Territorialis Missionis Galliae seu Pontiniacensis）是法國一個羅馬天主教自治監督區，屬第戎總教區。
監督區成立於1954年8月15日，並無轄區，教座位於蓬蒂尼。2004年有教友800人、七名執事。現任監督為伊夫·弗朗索瓦·巴特納。